# بلال مؤمن
بلال مؤمن هو لاعب كرة قدم جزائري في مركز الوسط، ولد في 16 فبراير 1990 في قالمة في الجزائر. شارك مع منتخب الجزائر تحت 20 سنة لكرة القدم ومنتخب الجزائر تحت 23 سنة لكرة القدم. أما مع النوادي، فقد لعب مع مولودية الجزائر.